# Estación de Fanderia
Fanderia es una estación de ferrocarril en superficie ubicada en el barrio homónimo del municipio guipuzcoano de Rentería. Da servicio a la línea del metro de San Sebastián del operador Euskotren Trena, denominada popularmente el Topo. Fue inaugurada el 5 de marzo de 2011 junto con la estación de Oiartzun, y su tarifa corresponde a la zona DON de Euskotren.

## Accesos
- Paseo Fanderia, 12
- Calle Erramun Astibia, 17

## La estación
La estación de Fanderia se encuentra a un nivel intermedio entre el paseo Fanderia y la calle Erramun Astibia, quedando el paseo Fanderia en el nivel inferior y la calle Erramun Astibia en el superior. Para salvar el desnivel se creó una explanada de 720 metros de largo soportada por pantallas de hormigón, sobre la cual se asientan las vías y la propia estación. Los niveles inferior y superior están comunicados por ascensor, el cual también hace la función de acceso a la estación.
El edificio de la estación es de hormigón y cristal, y en el interior cuenta con una sala de espera. Fuera del edificio hay un andén central cubierto, a ambos lados del cual discurren las vías.
Desde el 31 de julio de 2011 la vía está desdoblada en el tramo Oiartzun-Fanderia.